# Le Progrès (journal béninois)
Pour les articles homonymes, voir Le Progrès.
Le Progrès est un quotidien béninois d'informations générales.

## Histoire
Fondé en 1997, Le Progrès est un quotidien béninois réputé. Parfois critique à l'égard des dirigeants politiques du Bénin, il diffuse à 2000 exemplaires en 2010.

## Description
Le Progrès est un quotidien béninois d'informations générales et d’analyses. Il est édité par Tropic Communications Sarl. 